# Ramón Chao
Ramón Luis Chao Rego (Vilalba, 21 luglio 1935 – Barcellona, 20 maggio 2018) è stato uno scrittore e giornalista spagnolo che lavorava per il quotidiano francese Le Monde e Le Monde Diplomatique.

## Biografia
Ha compiuto gli studi liceali a Madrid, ma dal 1956 si è trasferito a Parigi per studi musicali ed anche per allontanarsi dalla dittatura di Francisco Franco (era infatti repubblicano).
Nel 1960 ha iniziato a lavorare per Radio France, all'interno di cui ha raggiunto posizioni rilevanti, come quello di responsabile culturale per lo spagnolo ed il portoghese; dal 1982 promuove il Premio Juan Rulfo, ad oggi uno dei concorsi letterari in spagnolo più importanti in assoluto.
Sempre nel 1982 è stato pubblicato il suo primo lavoro, El lago de Como (Il lago di Como); negli anni successivi ha collezionato premi in concorsi radiofonici e pubblicazioni di scritti.
Era il padre del cantautore Manu Chao (1961), diventato famoso alla fine degli anni '80 come leader del gruppo rock Mano Negra e poi come solista.
Nel 1991 è iniziata la collaborazione con Le Monde e Le Monde Diplomatique, mentre dieci anni più tardi ha pubblicato, nel 2001, Abécédaire partiel, et parcial, de la mondialisation, tradotto anche in italiano come Piccolo dizionario critico della globalizzazione.
Nel 1994 ha pubblicato "Un train de glace e de feu", pubblicato in Italia con il titolo più evocativo de "La Mano Negra in Colombia". È il racconto del viaggio attraverso mille chilometri di ferrovia, per lo più in avanzato stato di abbandono ed inutilizzo, tra guerriglia, narcotrafficanti ed entusiasmo popolare incontenibile; un grande libro di viaggi ma anche una pagina decisiva nella storia della Mano.
Autore fortemente impegnato sul fronte politico, affronta particolarmente le questioni della globalizzazione: oltre a questo, un tema ricorrente nella produzione letteraria è il rapporto con la Galizia, terra d'origine.
Muore il 20 maggio del 2018, a Barcellona, all'età di 82 anni.

## Opere
- La Mano Negra in Colombia ("Un train de glace et de feu") (1992), Roma, Theoria, 1994 (nuove ed. Milano, Editori associati, 2000 - Milano, Costa&Nolan, 2001 ISBN 9788848900126)
- Piccolo dizionario critico della globalizzazione con Ignacio Ramonet e Jacek Wozniak, Milano, Sperling & Kupfer, 2004
- Guida alla Parigi ribelle con Ignacio Ramonet, Roma, Voland, 2010